# Timosina

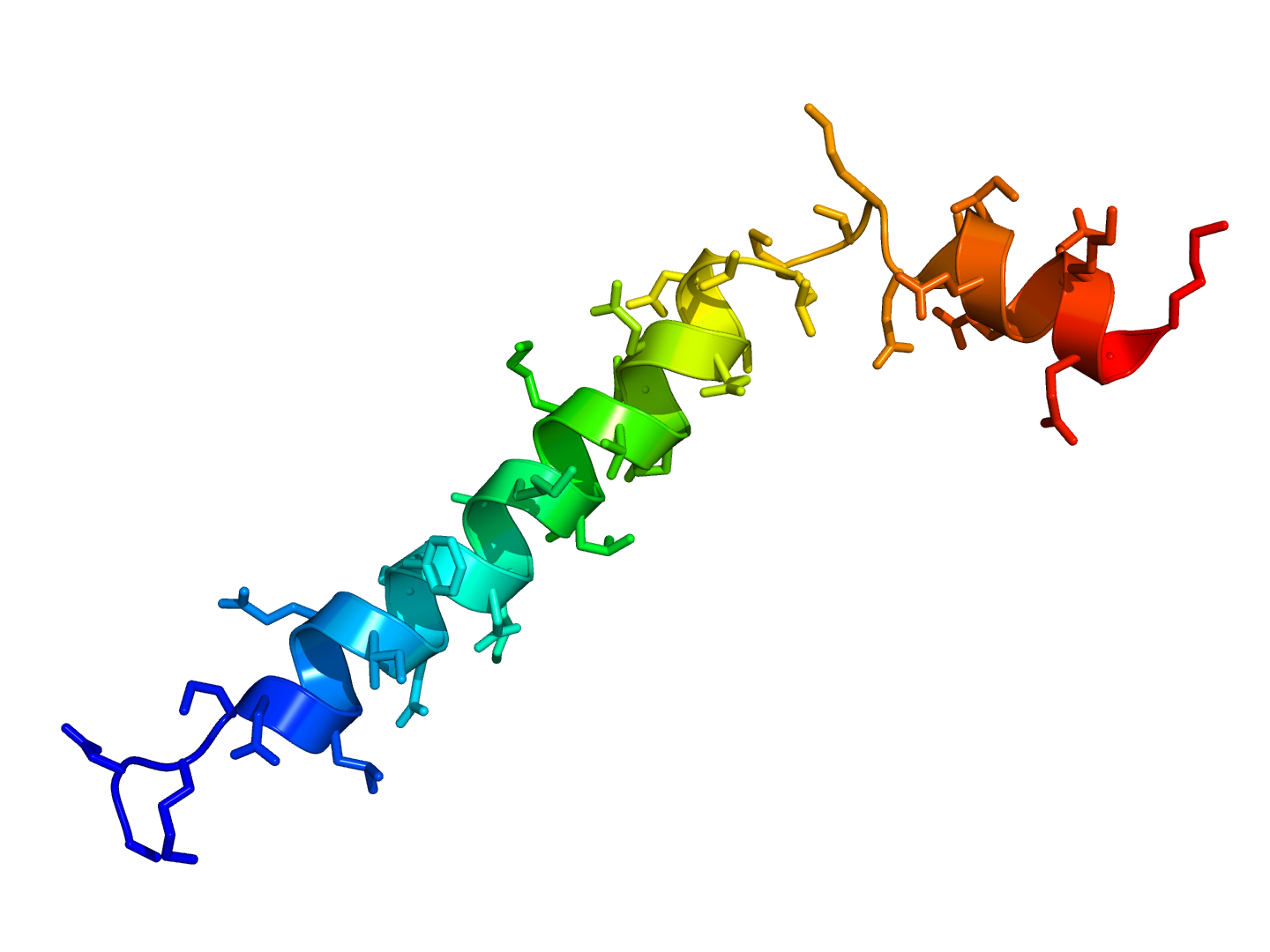

A timosina é um hormônio polipeptídico do timo que influi na maturação dos linfócitos T destinados a desempenhar uma função ativa na imunidade por mediação celular.
A timosina pode servir como imunotransmissor, modulando os eixos hipotalâmicos hipofisário-suprarrenal e das gônadas. Também colabora para a neutralização dos efeitos danosos do cortisol.
Ademais, a timosina inibe a proliferação da actina (filamentos de actina do citoesqueleto) ao se ligar à seus monômeros, ao realizar tal papel, pode diminuir o balanço entre monômero-polímero e determinar a polimerização/despolimerização do filamento de actina é favorável ou não em determinado momento.  
Referência
KARP, G. Biologia Celular e Molecular. 